# Сант’Арпино
Сант'Арпино (итал. Sant'Arpino) је насеље у Италији у округу Казерта, региону Кампанија.
Према процени из 2011. у насељу је живело 12028 становника. Насеље се налази на надморској висини од 44 м.

## Становништво
| 1931. | 1936. | 1951. | 1961. | 1971. | 1981. | 1991.  | 2001.  | 2011.  |
| ----- | ----- | ----- | ----- | ----- | ----- | ------ | ------ | ------ |
| 2.681 | 3.020 | 3.909 | 4.892 | 6.689 | 9.821 | 12.043 | 13.394 | 14.076 |